# Denkmalschutzgesetz (Baden-Württemberg)
Das Gesetz zum Schutz der Kulturdenkmale des Landes Baden-Württemberg in der Fassung vom 6. Dezember 1983 ist die Grundlage des Denkmalrechts in diesem Bundesland. Das Gesetz wird in der Regel mit der Abkürzung DSchG BW zitiert. Es ist eines der Denkmalschutzgesetze in Deutschland.

## Gegenstand des Denkmalschutzes
Sogenannter Gegenstand des Denkmalschutzes sind nach § 2 DSchG BW die Kulturdenkmale (einschließlich ihres für den Denkmalwert relevanten Zubehörs), die Umgebung von besonders bedeutsamen Kulturdenkmalen (Umgebungsschutz, d. h. Schutz dieser Denkmale vor der Beeinträchtigung ihres Erscheinungsbildes durch Vorhaben in der Denkmalumgebung) und die als Ensemble geschützten Gesamtanlagen. Während es bei den Kulturdenkmalen um den Schutz der Objekte nach Substanz und Erscheinungsbild geht, geht es beim Umgebungsschutz und den Gesamtanlagen nur um den Schutz des Erscheinungsbildes.
Ein Kulturdenkmal im Sinne des Gesetzes ist eine Sache, eine Sachgesamtheit oder ein Teil einer Sache, sofern an der Erhaltung aus wissenschaftlichen, künstlerischen oder heimatgeschichtlichen Gründen ein öffentliches Interesse besteht.
Die Denkmaleigenschaft eines Objekts ergibt sich mit dieser Definition automatisch durch das Gesetz und ist nicht davon abhängig, ob es in eine Denkmalliste eingetragen ist oder nicht (deklaratives System, ipso-jure-System).
„Kulturdenkmale von besonderer Bedeutung“ genießen zunächst nur den für alle Kulturdenkmale nach dem deklarativen System gewährleisteten Schutz, erst durch die konstitutive Eintragung in das Denkmalbuch des Landes erhalten sie gemäß § 12 DSchG BW den weitergehenden Schutz für eingetragene Denkmale (konstitutives System). Eintragungen in bestimmte ältere Denkmalverzeichnisse sind gemäß § 28 DSchG BW der Eintragung in das Denkmalbuch gleichgestellt.
Aktuell gibt es in Baden-Württemberg rund 120.000 Kulturdenkmale, rund zehn Prozent davon sind eingetragene (§ 12 DSchG BW) oder als eingetragen geltende (§ 28 DSchG BW) Kulturdenkmale von besonderer Bedeutung. Der Anteil der Baudenkmale am Gesamtbestand der Bauten in Baden-Württemberg beträgt rund drei Prozent. Die Zahl der Gesamtanlagen beträgt 123 (2023).

## Behörden und Einrichtungen

### Denkmalschutzbehörden
Oberste Denkmalschutzbehörde ist das Ministerium für Landesentwicklung und Wohnen Baden-Württemberg. Es entscheidet über alle grundsätzlichen Angelegenheiten des Denkmalschutzes und der Denkmalpflege. Höhere Denkmalschutzbehörde sind die Regierungspräsidien. Die Unteren Denkmalschutzbehörden sind die Unteren Baurechtsbehörden gem. § 46 Landesbauordnung BW. Diese werden durch das Landesamt für Denkmalpflege, das dem Regierungspräsidium Stuttgart angegliedert ist, beraten. Es hat seine Zentrale in Esslingen und auswärtige Dienstsitze in Freiburg, Karlsruhe und Tübingen. In Esslingen befinden sich auch die zentralen Dienste der Bodendenkmalpflege, etwa die Restaurierungswerkstatt. Die unteren Denkmalschutzbehörden entscheiden erst nach der Anhörung des Landesamtes für Denkmalpflege. Das Landesarchiv Baden-Württemberg ist als Landesoberbehörde für den Denkmalschutz im Archivwesen zuständig.

### Denkmalrat
Seit der Änderung des Denkmalschutzgesetzes in 2014 besteht gemäß § 4 DSchG BW bei der Obersten Denkmalschutzbehörde ein ehrenamtlich tätiger Denkmalrat als Beratungsgremium. Er hat keine Entscheidungsbefugnisse, soll aber von der Behörde bei allen Entscheidungen von grundsätzlicher Bedeutung angehört werden. Aus welchen Organisationen die Behörde Ratsmitglieder auf die Dauer von fünf Jahren berufen soll, ist teils im Gesetz und im Übrigen in der von der Behörde erlassenen Geschäftsordnung des Denkmalrats bestimmt. Den Vorsitz im Denkmalrat führt die Behörde, die auch die Tagesordnung der in der Regel nur einmal jährlich stattfindenden Sitzungen festlegt. Welche Personen dem Rat angehören, wurde bislang nicht publik gemacht, ebenso wenig der Inhalt beratender Stellungnahmen des Rates.
Die zuvor bei den vier Regierungspräsidien des Landes bestehenden Denkmalräte sind durch die Gesetzesänderung von 2014 entfallen.

## Maßnahmen für Denkmale

### Erhaltungspflicht
Nach § 6 DSchG BW sind die Eigentümer und Besitzer von Kulturdenkmalen verpflichtet, ihr Denkmal im Rahmen des Zumutbaren pfleglich zu behandeln. Es besteht die Möglichkeit, Zuschüsse des Landes Baden-Württemberg zu beantragen.

### Schutz von Denkmalen
Wer ein Kulturdenkmal zerstören, beseitigen, aus seiner Umgebung entfernen oder in seinem Erscheinungsbild beeinträchtigen will, benötigt dafür die Genehmigung der unteren Denkmalschutzbehörde. Dies gilt für alle Kulturdenkmäler, für bewegliche Kulturdenkmäler nur, wenn sie sichtbar oder zugänglich sind.

### Kulturdenkmale von besonderer Bedeutung
Einen besonderen Schutz genießen Kulturdenkmale von besonderer Bedeutung. Sie werden von der höheren Denkmalschutzbehörde im Denkmalbuch geführt. Zu den Kulturdenkmalen von besonderer Bedeutung zählen z. B. Denkmale von überörtlicher Bedeutung, wenn sie zum Kulturbereich des Landes besondere Beziehungen aufweisen oder national wertvolles Kulturgut.
Kommentierte Listen raumbedeutsamer Kulturdenkmale hat das Landesamt für Denkmalpflege in Zusammenarbeit mit den sechs Regionalverbänden Heilbronn-Franken, Ostwürttemberg,
Stuttgart,
Donau-Iller, Mittlerer Oberrhein und Südlicher Oberrhein veröffentlicht.

### Gesamtanlagen
Die Gemeinden können Gesamtanlagen, insbesondere Straßen-, Platz- und Ortsbilder, an deren Erhaltung aus wissenschaftlichen, künstlerischen oder heimatgeschichtlichen Gründen ein besonderes öffentliches Interesse besteht, im Benehmen mit dem Landesamt für Denkmalpflege durch Satzung unter Denkmalschutz stellen. Veränderungen an dem geschützten Bild der Gesamtanlage bedürfen der Genehmigung der unteren Denkmalschutzbehörde. Die Genehmigung ist zu erteilen, wenn die Veränderung das Bild der Gesamtanlage nur unerheblich oder nur vorübergehend beeinträchtigen würde oder wenn überwiegende Gründe des Gemeinwohls unausweichlich Berücksichtigung verlangen. Die Denkmalschutzbehörde hat vor ihrer Entscheidung die Gemeinde zu hören.

## Bodendenkmale

### Zufällige Funde
Der zufällige Fund von Bodendenkmalen oder Teilen davon, bei denen vermutet werden kann, dass sie heimatgeschichtlich, künstlerisch oder wissenschaftlich für das öffentliche Interesse von Bedeutung sind, muss unverzüglich einer Denkmalschutzbehörde oder der Gemeinde gemeldet werden. Gemeinden müssen über ihnen gemeldete Funde die höhere Denkmalschutzbehörde informieren. Die höhere Denkmalschutzbehörde besitzt das Recht, die Funde zu bergen, auszuwerten und für wissenschaftliche Zwecke in Besitz zu nehmen.

### Nachforschen nach Bodendenkmalen
Wer nach Bodendenkmalen forschen möchte, im Besonderen mit dem Ziel Kulturdenkmale zu entdecken, braucht dazu eine Genehmigung.

### Grabungsschutzgebiete
Wenn die Vermutung nahe liegt, dass Gebiete Kulturdenkmale von besonderer Bedeutung bergen, ist die untere Denkmalschutzbehörde ermächtigt, durch Rechtsverordnung das entsprechende Areal zum Grabungsschutzgebiet zu erklären. In Grabungsschutzgebieten dürfen Arbeiten nur mit der Erlaubnis der höheren Denkmalschutzbehörde vorgenommen werden. Jedoch bleibt die bisherige land- und forstwirtschaftliche Nutzung unberührt.

### Geschichte
Das Gesetz trat in seiner ursprünglichen Fassung am 1. Januar 1972 in Kraft. Eine neue Fassung wurde zum 1. Januar 1984 gültig.
2001 schwächte der Gesetzgeber die Stellung des Landesdenkmalamtes zugunsten der Entscheidungskompetenz der Unteren Denkmalschutzbehörden. 2004 wurde das Amt als landesweit zuständige und rechtlich selbständige Sonderbehörde abgeschafft. Seine denkmalfachlichen Aufgaben wurden weitestgehend den Höheren Denkmalschutzbehörden bei den vier Regierungspräsidien des Landes zugeordnet, der verbleibende Aufgabenrest dem im Regierungspräsidium Stuttgart neu gebildeten Landesamt für Denkmalpflege zur landesweiten Wahrnehmung zugewiesen. Die Zerschlagung des Landesdenkmalamtes wurde 2014 teilweise zurückgenommen. Die Höheren Denkmalschutzbehörden verloren die ihnen 2004 übertragenen denkmalfachlichen Aufgaben wieder, das Landesamt für Denkmalpflege erhielt durch einen neuen § 3a DSchG BW landesweit die umfassende Zuständigkeit für alle außerhalb des Archivwesens bestehenden Fachaufgaben des Denkmalschutzes. Das Amt gewann allerdings den 2004 verlorenen Status einer selbständigen Sonderbehörde nicht zurück, sondern blieb unselbständiger Teil (Abteilung) des Regierungspräsidiums Stuttgart. Auch blieb es bei der 2001 vom Gesetzgeber verfügten schwächeren Stellung gegenüber den Unteren Denkmalschutzbehörden.
2023 wurde im Rahmen der Klimaschutzgesetzgebung des Landes der den Kulturdenkmalen von besonderer Bedeutung zukommende Umgebungsschutz (Schutz dieser Denkmale vor einer Beeinträchtigung des Erscheinungsbildes durch Vorhaben in der Denkmalumgebung) durch § 15 Absatz 4 DSchG BW weitestgehend aufgehoben, soweit es um eine Beeinträchtigung durch Windenergie-, Photovoltaik- oder Solarthermieanlagen geht. Durch § 6 Absatz 2 DSchG BW wurde die (zuvor bereits durch die Rechtsprechung anerkannte) Geltung des Verursacherprinzips ausdrücklich im Gesetz verankert. Die denkmalfachliche Öffentlichkeitsarbeit des Landesamtes für Denkmalpflege wurde durch § 3a Absatz 2 DSchG BW gestärkt (datenschutzrechtliche Ermächtigung, in einem frei zugänglichen Internetportal über die Baudenkmale und sonstigen unbeweglichen Kulturdenkmale des Landes zu informieren).